# Reiner Tosstorff

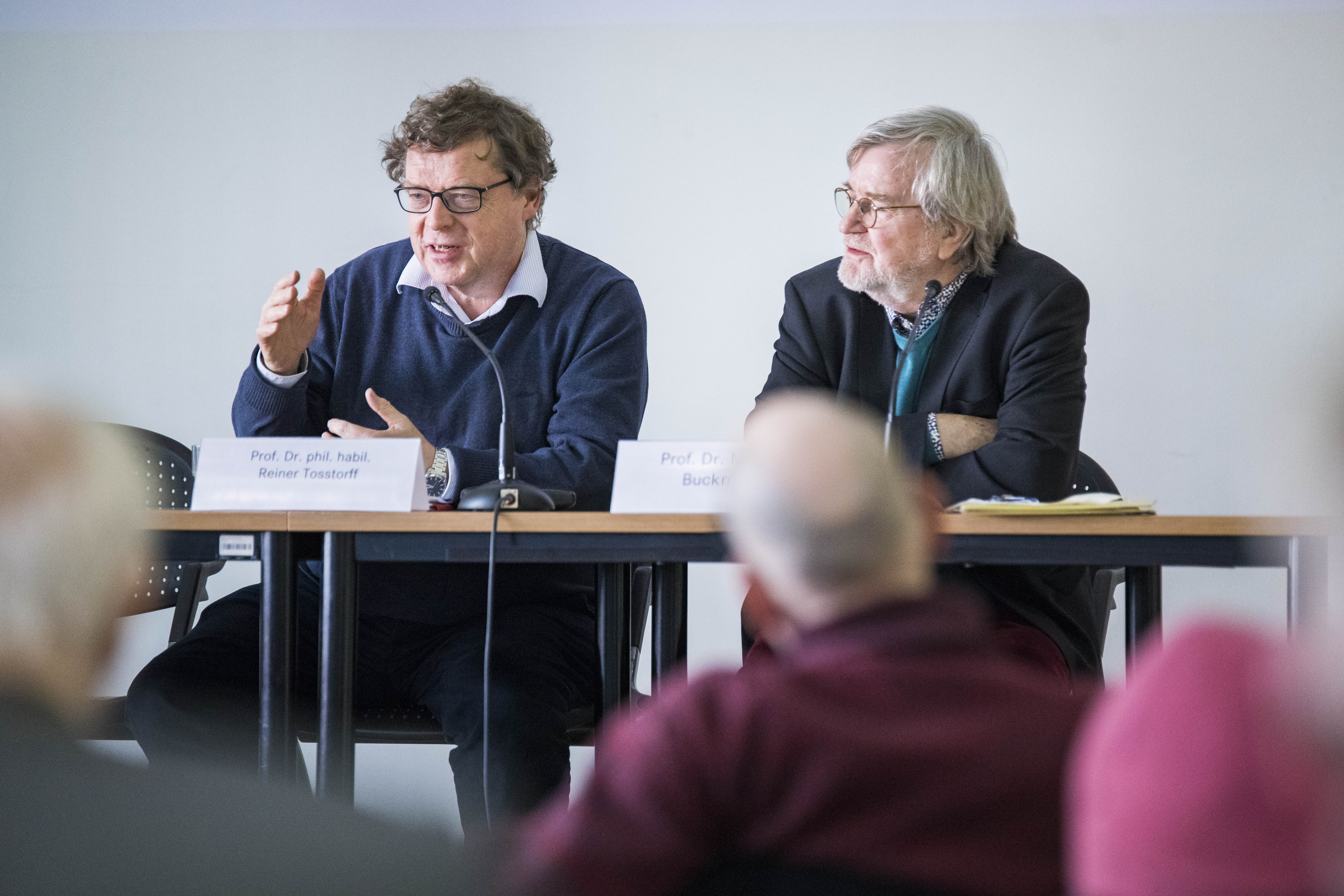

Reiner Tosstorff (* 29. September 1951 in Bonn) ist ein deutscher Historiker, der sich hauptsächlich mit der Geschichte der deutschen und europäischen Arbeiterbewegung beschäftigt hat. 

## Leben
Tosstorff studierte seit 1970 Geschichte, Sozialwissenschaften und Romanistik an der Ruhr-Universität Bochum und in Barcelona. 1986 wurde er promoviert. Seit den 1970er Jahren war er an verschiedenen Forschungsprojekten beteiligt, aus denen zahlreiche Publikationen hervorgegangen sind. Nach seiner Habilitation lehrte er seit 1999 als Privatdozent für Neueste und Zeitgeschichte  an der Abteilung für Osteuropäische Geschichte des Historischen Seminars der Johannes Gutenberg-Universität Mainz. Von 2007 bis 2008 war er als Lecturer für Moderne Europäische Geschichte an der Universität Cardiff tätig. 2016 wurde zum außerplanmäßigen Professor ernannt.

## Werke/Schriften
- Wilhelm Leuschner gegen Robert Ley. Ablehnung der Nazi-Diktatur durch die Internationale Arbeitskonferenz 1933 in Genf. Frankfurt/M. 2007.
- Die POUM in der spanischen Revolution. Köln 2006, 2. erw. Auflage 2016.
- Kurze Geschichte des Internationalen Gewerkschaftsbundes. 85 Jahre Amsterdamer Internationale. Hamburg 2004.
- Profintern: Die Rote Gewerkschaftsinternationale 1920–1937. Paderborn 2004.